# 沙罗勒 (地区)

沙罗勒伯爵旗徽

沙罗勒，或按其作为沙罗勒的形容词形式的名称音译作沙罗莱、夏洛莱（法語：或），是法国的一个传统地区，位于今勃艮第-弗朗什-孔泰大區索恩-卢瓦尔省，中心城镇为沙罗勒。该地区以夏洛莱羊、夏洛莱牛的发源地而著称。

## 历史
沙罗勒是沙罗勒伯爵领地，位于勃艮第公国与波旁公国之间。1390年，勃艮第公爵菲利普二世购买到此伯爵称号，该地归入勃艮第公国。1477年，勃艮第公爵大胆的查理战败身亡后，此伯爵领地在法国王室、哈布斯堡王室间几次易手。1760年，末代沙罗勒伯爵去世。1761年，法国国王路易十四把该领地并入波旁行省。